# Cyrtona capensis
Cyrtona capensis är en tvåvingeart som beskrevs av Walter Leopold Victor Hackman 1960. Cyrtona capensis ingår i släktet Cyrtona och familjen Curtonotidae. Inga underarter finns listade i Catalogue of Life.